# Martin Schützenauer
Martin Schützenauer (* 28. Juni 1962 in Wien) ist ein ehemaliger österreichischer Bobsportler und Leichtathlet.

## Karriere
Schützenauer trat bei den Olympischen Winterspielen 1992 in Albertville, 1994 in Lillehammer, 1998 in Nagano und 2002 in Salt Lake City an. Seine beste Platzierung war der sechste Platz im Viererbob 1994 in Lillehammer.
Zusammen mit Gerhard Rainer, Carsten Nentwig und Thomas Bachler fuhr er 1992 im Viererbob auf den 10. Platz.
1994 trat er zusammen mit Kurt Einberger, Carsten Nentwig und Thomas Bachler im Viererbob an; 1998 war er mit Hubert Schösser, Peter Leismüller und Erwin Arnold in der ersten Mannschaft für Österreich.
Schützenauer trat ebenfalls als Leichtathlet bei den Olympischen Sommerspielen 1996 in Atlanta an, wo er mit der 4 × 100-m-Staffel im Vorlauf ausschied.